# Малый Карабчиев
Малый Карабчиев (укр. Малий Карабчіїв) — село в Дунаевецком районе Хмельницкой области Украины.
Население по переписи 2001 года составляло 503 человека. Почтовый индекс — 32411. Телефонный код — 3858. Занимает площадь 2,285 км². Код КОАТУУ — 6821885201.

## Местный совет
32411, Хмельницкая обл., Дунаевецкий р-н, с. Малый Карабчиев